# Hausa (Sáhara)
Hausa (en árabe: حوزة‎, en lenguas bereberes: ⵃⵓⵣⴰ, en francés: Haouza) es un municipio del Sáhara Occidental controlado por Marruecos, en la provincia de Semara. Hasta 1976 perteneció al Sahara español, aunque parte de su actual término municipal perteneció hasta 1958 al de Cabo Juby.

## Historia
De 1884 a 1976 se encontraba en el Sahara Español. El 2 de agosto de 1975 tuvo lugar el atentado contra el puesto de Hausa. Durante esta acción en la peligrosa frontera norte del Sahara Español a consecuencia de los incidentes con Marruecos, falleció un militar español, el cabo primero Joaquín Ibarz Catalá.
En 1984, durante la guerra del Sahara Occidental, tuvo lugar la batalla de Hausa entre las Fuerzas Armadas de Marruecos y el Frente Polisario.